# Кокіль

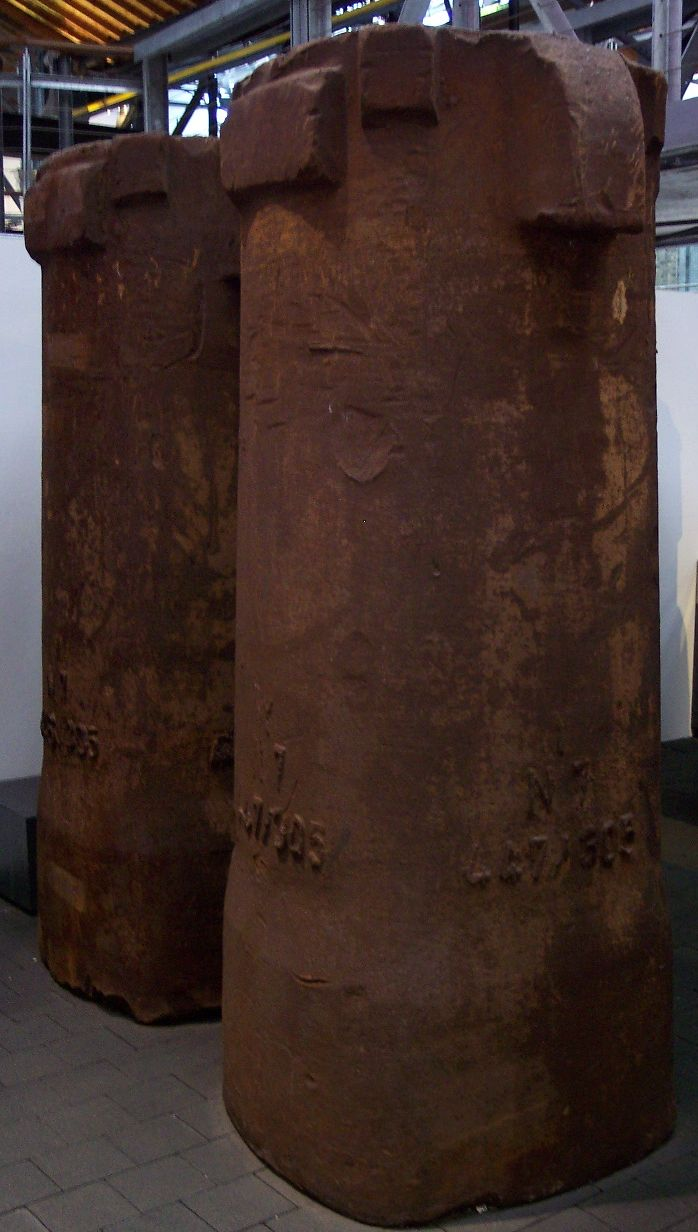

Кокі́ль (фр. coquille, букв. — «черепашка», «шкаралупа») — металева багаторазова ливарна форма, що складається з двох або більше частин в залежності від конфігурації відливки.
Розрізняють кокілі роз'ємні (з вертикальною, горизонтальною та криволінійною поверхнею роз'єму) та нероз'ємні (витряхні).
Використовують їх від кількох сотень до кількох тисяч разів. Використовується в серійному та масовому виробництві.